# Andrzej Matysiak
Andrzej Matysiak (Poznań, 23 de enero de 1948-18 de mayo de 2025) fue un deportista polaco que compitió en piragüismo en la modalidad de aguas tranquilas. Ganó dos medallas de bronce en el Campeonato Mundial de Piragüismo de 1974.
Participó en los Juegos Olímpicos de Múnich 1972, donde fue eliminado en las semifinales de la prueba de K4 1000 m.

## Palmarés internacional
| Campeonato Mundial | Campeonato Mundial        | Campeonato Mundial | Campeonato Mundial |
| Año                | Lugar                     | Medalla            | Evento             |
| ------------------ | ------------------------- | ------------------ | ------------------ |
| 1974               | Ciudad de México (México) | Medalla de bronce  | K1 4 × 500 m       |
| 1974               | Ciudad de México (México) | Medalla de bronce  | K4 10 000 m        |